# Nemours
Nemours és un municipi francès, situat al departament de Sena i Marne i a la regió de Illa de França. L'any 2007 tenia 12.813 habitants.
Forma part del cantó de Nemours, del districte de Fontainebleau i de la Comunitat de comunes Pays de Nemours.

## Demografia

### Població
El 2007 la població de fet de Nemours era de 12.813 persones. Hi havia 5.211 famílies, de les quals 1.923 eren unipersonals (826 homes vivint sols i 1.097 dones vivint soles), 1.256 parelles sense fills, 1.439 parelles amb fills i 593 famílies monoparentals amb fills.
La població ha evolucionat segons el següent gràfic:
Habitants censats

### Habitatges
El 2007 hi havia 5.974 habitatges, 5.353 eren l'habitatge principal de la família, 107 eren segones residències i 514 estaven desocupats. 2.503 eren cases i 3.447 eren apartaments. Dels 5.353 habitatges principals, 2.121 estaven ocupats pels seus propietaris, 3.067 estaven llogats i ocupats pels llogaters i 165 estaven cedits a títol gratuït; 264 tenien una cambra, 839 en tenien dues, 1.449 en tenien tres, 1.467 en tenien quatre i 1.333 en tenien cinc o més. 2.630 habitatges disposaven pel capbaix d'una plaça de pàrquing. A 3.016 habitatges hi havia un automòbil i a 1.118 n'hi havia dos o més.

### Piràmide de població
La piràmide de població per edats i sexe el 2009 era:
| Homes | Edats   | Dones |
| ----- | ------- | ----- |
| 8     | 95 o +  | 28    |
| 16    | 90 a 94 | 60    |
| 48    | 85 a 89 | 164   |
| 60    | 80 a 84 | 116   |
| 180   | 75 a 79 | 244   |
| 180   | 70 a 74 | 284   |
| 192   | 65 a 69 | 292   |
| 244   | 60 a 64 | 300   |
| 240   | 55 a 59 | 236   |
| 436   | 50 a 54 | 360   |
| 400   | 45 a 49 | 460   |
| 380   | 40 a 44 | 468   |
| 484   | 35 a 39 | 440   |
| 460   | 30 a 34 | 496   |
| 532   | 25 a 29 | 548   |
| 456   | 20 a 24 | 508   |
| 465   | 15 a 19 | 466   |
| 508   | 10 a 14 | 500   |
| 440   | 5 a 9   | 457   |
| 400   | 0 a 4   | 364   |

## Economia
El 2007 la població en edat de treballar era de 8.188 persones, 5.890 eren actives i 2.298 eren inactives. De les 5.890 persones actives 5.113 estaven ocupades (2.765 homes i 2.348 dones) i 778 estaven aturades (372 homes i 406 dones). De les 2.298 persones inactives 541 estaven jubilades, 805 estaven estudiant i 952 estaven classificades com a «altres inactius».

### Ingressos
El 2009 a Nemours hi havia 5.369 unitats fiscals que integraven 12.728 persones, la mediana anual d'ingressos fiscals per persona era de 15.172 €.

### Activitats econòmiques
Dels 762 establiments que hi havia el 2007, 8 eren d'empreses extractives, 16 d'empreses alimentàries, 2 d'empreses de fabricació de material elèctric, 33 d'empreses de fabricació d'altres productes industrials, 63 d'empreses de construcció, 205 d'empreses de comerç i reparació d'automòbils, 25 d'empreses de transport, 53 d'empreses d'hostatgeria i restauració, 9 d'empreses d'informació i comunicació, 50 d'empreses financeres, 49 d'empreses immobiliàries, 94 d'empreses de serveis, 100 d'entitats de l'administració pública i 55 d'empreses classificades com a «altres activitats de serveis».
Dels 188 establiments de servei als particulars que hi havia el 2009, 1 era una comissaria de policia, 1 oficina d'administració d'Hisenda pública, 2 oficines del servei públic d'ocupació, 1 oficina de correu, 11 oficines bancàries, 3 funeràries, 19 tallers de reparació d'automòbils i de material agrícola, 2 tallers d'inspecció tècnica de vehicles, 4 autoescoles, 13 paletes, 6 guixaires pintors, 9 fusteries, 9 lampisteries, 7 electricistes, 3 empreses de construcció, 16 perruqueries, 2 veterinaris, 8 agències de treball temporal, 37 restaurants, 25 agències immobiliàries, 5 tintoreries i 4 salons de bellesa.
Dels 92 establiments comercials que hi havia el 2009, 1 era, 5 supermercats, 2 grans superfícies de material de bricolatge, 9 botiges de menys de 120 m², 12 fleques, 5 carnisseries, 1 una botiga de congelats, 3 llibreries, 23 botigues de roba, 4 botigues d'equipament de la llar, 6 sabateries, 2 botigues d'electrodomèstics, 4 botigues de mobles, 1 una botiga de mobles, 1 una botiga de material esportiu, 3 drogueries, 3 perfumeries, 3 joieries i 4 floristeries.

## Equipaments sanitaris i escolars
El 2009 hi havia 1 hospital de tractaments de curta durada, 1 hospital de tractaments de mitja durada (seguiment i rehabilitació, 1 un hospital de tractaments de llarga durada, 1 psiquiàtric, 1 centre d'urgències, 5 farmàcies i 2 ambulàncies.
El 2009 hi havia 4 escoles maternals i 6 escoles elementals. A Nemours hi havia 2 col·legis d'educació secundària i 1 liceu d'ensenyament general. Als col·legis d'educació secundària hi havia 865 alumnes i als liceus d'ensenyament general 1.205.

## Poblacions més properes
El següent diagrama mostra les poblacions més properes.